# Siddhashila
Le Siddhashila ou siddha silaa est un des sommets de la cosmographie jaïne. Cet endroit compris dans l'urdhva-loka, c'est-à-dire dans les cieux du jaïnisme, et non pas dans les enfers, est la place où sont regroupés les siddhas: les âmes libérées. Ces corps célestes possèdent huit attributs comme la connaissance universelle (ananta-jnana) et l'éternité (aksaya). Naturellement, ces âmes sont non matérielles: elles ne possèdent pas de corps physique.